# Enacrosoma
Enacrosoma Mello-Leitão, 1932 è un genere di ragni appartenente alla famiglia Araneidae.

## Etimologia
Il nome deriva dal greco ἒν, en, cioè nel, all'interno, ἂκρος, àkros, cioè sommo, alto, estremo e σῶμα, sòma, cioè corpo, per la forma dell'opistosoma, con più estremità appuntite rivolte verso l'esterno e in alto.

## Distribuzione
Le sei specie oggi note di questo genere sono state rinvenute in America meridionale e centrale: la specie dall'areale più vasto è la E. anomalum reperita in alcune località della zona compresa fra il Perù ed il Brasile; in Colombia e nella Guyana francese.

## Tassonomia
Pur essendo descritto come genere a sé fin dal 1932, la sua precisa definizione tassonomica fra gli Araneidae è ancora incerta.
Dal 2002 non sono stati esaminati esemplari di questo genere.
A maggio 2014, si compone di sei specie:
- Enacrosoma anomalum (Taczanowski, 1873)[2] — Colombia, dal Perù al Brasile, Guyana Francese
- Enacrosoma decemtuberculatum (O. P.-Cambridge, 1890) — Guatemala
- Enacrosoma frenca Levi, 1996 — dal Messico al Panama
- Enacrosoma javium Levi, 1996 — Costa Rica, Panama
- Enacrosoma multilobatum (Simon, 1897) — Perù
- Enacrosoma quizarra Levi, 1996 — Costa Rica

### Nomen dubium
- Enacrosoma quadrituberculatum (Simon, 1876d); esemplare femminile, rinvenuto in America meridionale e originariamente ascritto all'ex-genere Acrosoma, a seguito di un lavoro dell'aracnologo Levi (1996b), è da ritenersi nomen dubium[1].